# Creugas berlandi
Creugas berlandi là một loài nhện trong họ Corinnidae.
Loài này thuộc chi Creugas. Creugas berlandi được miêu tả năm 2000 bởi Bonaldo.